# Rounder Records
Rounder Records est un label discographique indépendant américain, basé à Burlington, dans le Massachusetts. Il est l'un des plus importants du genre aux États-Unis et, dans son domaine d'activité principal, la musique traditionnelle, désormais le premier avec Folkways Records et surtout, le principal distributeur indépendant dans son pays.
Au cours des années ses productions discographiques se sont élargies à d'autres secteurs de la musique populaire mais avec le souci constant de publier des artistes de qualité. Par la suite, la société se lance aussi dans l'édition de livres avec la création de Rounder Books, moins spécifique que la maison de disques bien que les deux piliers de son travail éditorial soient la musique et la culture populaire.

## Histoire

### Débuts
Rounder Records est fondé en 1970 par trois anciens étudiants de Cambridge, dans le Massachusetts, Ken Irwin, Bill Nowlin et Marian Leighton-Levy, qui n'avaient aucune connaissance particulière de l'édition discographique, leur motivation étant plutôt alors de faire connaître la musique qu'ils aimaient, et spécialement la musique populaire des États-Unis.
Comme le dit Ken Irwin, « Avant de fonder Rounder, nous étions simplement des fans de musique », et comme le précise Marian Leighton-Levy, « Je doute qu'« expérience dans l'industrie » [du disque] est un terme que nous aurions employé à l'époque où nous avons démarré Rounder », une manière plaisante d'exprimer que comme beaucoup de jeunes entrepreneurs artistiques du début des années 1970, leurs motivations étaient beaucoup plus sociales et politiques, voire simplement hédonistes, qu'économiques.
Les débuts furent lents et l'activité concentrées sur le bluegrass, la musique folk blanche des États-Unis, et  quelques disques de musique européenne (Irlande et Angleterre). Assez vite, des collections (des « labels ») sont créées : outre la collection principale, le label Rounder, créé en 1970, Philo apparait en 1973 et Flying Fish en 1974,. Cette multiplication des labels ne dépendait d'aucune stratégie particulière : des raisons pratiques ont vraisemblablement conduit à placer chaque label sous la responsabilité de l'un des trois fondateurs de Rounder Records.
Bien qu'il ne soit probablement pas exhaustif, le catalogue complet de Rounder Records montre donc qu'il ne s'est étoffé que lentement, le « décollage » se situant dans la seconde moitié des années 1970 : jusqu'en 1975, le nombre de titres publiés est de moins de 10 par an ; à partir de 1976 cela dépasse les 10 titres avec une moyenne d'environ 18 titres par an jusqu'en 1981. Durant cette période, le catalogue reste centré sur les États-Unis et d'Europe, sauf quelques incursions vers l'Asie et le Pacifique, mais une certaine diversification apparaît, notamment vers le jazz et les musiques populaires de type commercial (la « country »).

### Diversification
La décennie 1980 sera celle de la diversification et surtout de la montée en force de Rounder Records : en 1981 naît une nouvelle collection, Heartbeat, spécialisée dans le reggae, en 1982 la collection Varrick, toujours dans le domaine des musiques populaires nord-américaines mais axée sur des groupes et artistes de la scène professionnelle. Cette diversification, et relative spécialisation, des labels, se renouvellera à partir de la décennie 1990 avec Bullseye Blues (blues et rhythm and blues) en 1990, Upstart en 1993 (orientée pop-rock), Vestapol en 1994 (collection de vidéo-disques), Easy Disc en 1996 (collection en réalité créée en 1973, mais n'eut qu'un titre jusqu'en 1996) (musiques spécifiques – zydeco, « tex-mex », cadienne...), Zoe Records en 1998 (orientée pop-rock), etc.
Autre diversification, celle de la fonction même de Rounder Records : c'est dans la décennie 1980 que la société, qui est déjà son propre diffuseur, ouvre son circuit à d'autres labels indépendants, jusqu'à devenir dans les années 1990 le principal diffuseur indépendant, et le rester dans les années 2000.
À partir de la décennie 1990, Rounder commence aussi à diffuser des documents vidéo, puis crée Rounder Books, une maison d'édition. Enfin c'est un acteur important d'Internet avec la création du site Rounder Archive, qui offre la possibilité de télécharger des morceaux ou des disques entiers pour des albums qui ne sont plus diffusés, et même un service de production de CD à la demande.
C'est aussi dans les années 1990 que Rounder, en collaboration avec le Center for Cultural Equity, lance sa plus importante série, la Alan Lomax Collection, un travail de long terme visant à publier une grande partie du travail du musicologue Alan Lomax, constitué pour une large part des disques qu'il publia au cours de sa carrière, complétée de collectes publiées par la Bibliothèque du Congrès ou inédites.

## Catalogue
Depuis sa création, Rounder Records a publié quelque 5 000 titres, dont environ 3 000 sont encore disponibles, soit sur disque (audio ou vidéo), soit en ligne sur le site Rounder Archive. Les principales collections sont le label Rounder, qui représente plus de la moitié du catalogue disponible, puis Flying Fish et Heartbeat avec environ 300 titres chacun ; suivent Zoe Records, Philo et Bullseye Blues (entre 115 et 145 titres), les autres collections allant de 1 à 86 titres.

## Groupes et artistes
- Aaron Neville
- Alan Stivell
- Alison Krauss
- Alvin Red Tyler
- Ancient Future
- Andy Statman
- BeauSoleil
- Bessie Jones
- Billy Strings
- Blue Highway
- Blue Rodeo
- Bob Brozman
- Bob Marley & the Wailers
- Bob Wills
- BoDeans
- Boz Scaggs
- Brave Combo
- Byron Berline
- Carl Perkins
- Chet Atkins
- Chris Duarte Group
- Dáithí Sproule
- Dan Tyminski
- David Grisman
- Doc Watson & David Grisman
- Dolores O'Riordan
- Duran Duran
- Dónal Lunny
- Earl Scruggs
- Eric Bogle
- Fairport Convention
- Flaco Jimenez
- Hot Tuna
- Howlin' Wolf
- J.J. Cale
- Jelly Roll Morton
- Jerry Douglas
- Jimmie Dale Gilmore
- Jimmy C. Newman
- Jo-El Sonnier
- Joe King Carrasco y Las Coronas
- John Delafose & the Eunice Playboys
- John Hartford
- John Lee Hooker
- John Mellencamp
- John Renbourn
- Josh Williams
- Katy Moffatt
- Larry Long
- Leadbelly
- Linda Thompson
- Liz Carroll
- Loudon Wainwright III
- Madeleine Peyroux
- Mark O'Connor
- Martha Wainwright
- Mary Chapin Carpenter
- Mary McCaslin
- Matchbox Twenty
- Merle Haggard  and the Strangers
- Merle Travis
- Michael Doucet
- Mike Compton & David Grier
- Mississippi Fred McDowell
- Mississippi John Hurt
- Muddy Waters
- Mumford and Sons
- Mutabaruka
- Nanci Griffith
- NewFound Road
- Norman Blake
- Paul McCartney
- Peggy Seeger
- Pentangle
- Peter Tosh
- Pete Seeger
- Ralph Stanley
- Rhonda Vincent
- Ricky Skaggs
- Robert Plant
- Robin Huw Bowen
- Samantha Fish
- Shivaree
- Solomon Burke
- Steve Martin
- The Bluegrass Album Band
- The Cottars
- Tony Rice
- Tony Trischka and Béla Fleck
- Uncle Earl
- Utah Phillips
- Vassar Clements
- Willie Nelson
- Wilson Pickett
- Woody Guthrie
- Zachary Richard